# 20-я гвардейская мотострелковая дивизия
20-я гвардейская мотострелковая Прикарпатско-Берлинская Краснознамённая ордена Суворова дивизия (в/ч пп 58550, сокр. 20 мсд). — тактическое соединение (мотострелковая дивизия) Сухопутных войск СССР и Сухопутных войск Российской Федерации.
Во время Великой Отечественной войны — механизированный корпус. После войны дивизия находилась в составе 1-й гвардейской танковой армии ГСВГ.
С 2009 года преобразована в мотострелковую бригаду с сохранением регалий, с дислокацией в г. Волгоград.
1 декабря 2021 года дивизия была возрождена.

## Предыстория
20-я гвардейская мотострелковая Прикарпатско-Берлинская Краснознамённая ордена Суворова дивизия
имела название: C сентября 1942 года — 3-й механизированный корпус; С 23 августа 1943 года — 8-й гвардейский механизированный корпус; С июля 1945 года — 8-я гвардейская механизированная дивизия; С 1946 года — 8-й гвардейский отдельный кадровый механизированный полк; С 1949 года — 8-я гвардейская механизированная дивизия; С 18 мая 1957 года — 20-я гвардейская мотострелковая дивизия. С 2009 года — 20-я отдельная гвардейская мотострелковая бригада.

### Формирование
Сформирована в городе Калинине
в сентябре — октябре 1942 года, как 3-й механизированный корпус, на основании директивы НКО СССР № 1104478/сс от 17 сентября 1942 года. В составе 1-й, 3-й, 10-й механизированных, 1-й гвардейской и 49-й танковой бригад и ряда частей. Корпус вошёл в состав 22-й армии Калининского фронта.
В состав корпуса входили:
- 1-я механизированная бригада[4]
- 3-я механизированная бригада[5]
- 10-я механизированная бригада[6]
- 1-я гвардейская танковая бригада[7]
- 49-я танковая бригада[8]
- 621-й полк ПВО
- 35-й истребительно-противотанковый артиллерийский полк
- 405-й отдельный гвардейский миномётный дивизион
- 34-й отдельный броневой автобатальон
- 58-й отдельный мотоциклетный батальон
- 27-й отдельный сапёрный батальон
- 6-й отдельный ремонтно-восстановительный батальон
- 22-я отдельная инженерно-минная рота
- 8-я отдельная автотранспортная рота подвоза ГСМ
- 2310-я полевая почтовая станция и др.

### Боевой путь

#### 3-й механизированный корпус
Впервые корпус вступил в бой с немецко-фашистскими войсками 26 ноября 1942 года в ходе наступления против группировки, оборонявшейся на ржевском направлении. В январе 1943 года вёл оборонительные бои, в начале февраля был переброшен в район города Осташков и включён в 1-ю танковую армию Северо-Западного фронта. С 1-й ТА (с 25 апреля 1944 года 1-я гвардейская танковая армия) действовал до конца войны.
Летом 1943 участвовал в Курской битве. 5 июля корпус частью сил, а с 6 июля в полном составе вступил в сражение с соединениями 4-й танковой армии немецко-фашистских войск, перешедшими в наступление на обоянском направлении. Упорной обороной и искусными контратаками его соединения и части во взаимодействии с другими соединениями Воронежского фронта остановили наступление превосходящих сил противника и вынудили его перейти к обороне.
В августе — 1-й половине сентября 1943 корпус участвовал в Белгородско-Харьковской наступательной операции и освобождении Левобережной Украины, затем был выведен в резерв Ставки ВГК.

#### 8-й гвардейский механизированный корпус
За героизм и отвагу, стойкость и мужество лич. состава в боях с немецко-фашистскими захватчиками, а также образцовое выполнение боевых заданий был преобразован в 8-й гвардейский механизированный корпус (23 октября 1943).
В состав корпуса вошли
- 19-я гвардейская механизированная бригада[10] (бывшая 1-я)
  - 67-й гвардейский танковый полк (бывший 14-й)[11]
- 20-я гвардейская механизированная бригада[12] (бывшая 3-я)
  - 68-й гвардейский танковый полк (бывший 16-й)[13]
- 21-я гвардейская механизированная бригада[14] (бывшая 10-я)
  - 69-й гвардейский танковый полк (бывший 17-й)[15]
- 1-я гвардейская танковая бригада[7]
- 353-й гвардейский истребительно-противотанковый артиллерийский полк (бывший 35-й)
- 265-й гвардейский миномётный полк
- 358-й гвардейский зенитно-артиллерийский полк
- 354-й гвардейский тяжёлый самоходно-артиллерийский полк (до 20.02.1944)
- 1451-й самоходно-артиллерийский полк (до 20.02.1944)

Корпусные части:
- 8-й гвардейский мотоциклетный батальон (бывший 58-й)
- 405-й отдельный гвардейский миномётный дивизион
- 155-й отдельный гвардейский батальон связи (бывший 346-й)
- 133-й отдельный гвардейский сапёрный батальон (бывший 27-й)
- 84-й отдельный ремонтно-восстановительный батальон (23.12.1944 — переформирован в 561-ю ПТРБ и 562-ю ПАРБ)
- 561-я полевая танкоремонтная база, с 23.12.1944
- 562-я полевая авторемонтная база, с 23.12.1944
- 138-й полевой автохлебозавод
- 1775-я полевая касса Госбанка
- 2310-я военно-почтовая станция

С конца ноября корпус входил в состав войск 1УФ . С 24 декабря принимал участие в Житомирско-Бердичевской наступательной операции, в ходе которой освободил г. Казатин (28 дек.).
В Проскуровско-Черновицкой наступательной операции в марте-апреле 1944 года, введёные в бой 21 марта из района восточнее города Тернополь его соединения и части стремительно развивали наступление в направлении Великие Борки, западнее Скалат и 22 марта освободили город Трембовля (Теребовля), 23 марта — город Чертков (Чортков), 24 марта — г. Залещики, 28 марта — г. Коломыя. Затем корпус наступал на Тлумач, и освободил его 29 марта. В последующем до мая 1944 вёл оборонительные. бои на станиславском (ивано-франковском) направлении. За отличия в боях в ходе разгрома немецких войск в предгорьях Карпат корпус и ряд его частей были удостоены почётного наименования «Прикарпатских»(16 апр. 1944).
В июле-августе 1944 года корпус участвовал в Львовско-Сандомирской наступательной операции, в ходе которой 19 июля с ходу форсировал р.Западный Буг в районах Сокаль, Добрачин, 22 июля — р. Сан и во взаимодействии с 121-й гв. стрелковой дивизией овладел г. Ярослав Польша (27 июля). В конце июля форсировал реку Висла в районе г. Баранув и до 20 августа вёл бои на сандомирском плацдарме. В начале сентября в составе армии выведен в резерв Ставки ВГК, а в конце ноября включён в 1-й Белорусский фронт.

#### На завершающем этапе войны
В Варшавско-Познанской наступателной операции 1945 года соединения и части корпуса, введённые в прорыв с магнушевского плацдарма в полосе 8-й гв. армии, за 14 дней с боями прошли около 650 км. Они участвовали в освобождении городов Коло (20 января), Конин (21 янв.), Кебниц (27 января) и других. К 1 февраля передовые части корпуса вышли к реке Одер (Одра) юго-восточнее города Франкфурт. За образцовое выполнение заданий командования в ходе разгрома немецко-фашистских захватчиков на территории Польши и проявленные при этом личным составом доблесть и мужество корпус был награждён орденом Красного Знамени (Указ ПВС СССР от 19.02.1945). Его 19-я гв. мех. бригада была удостоена почётного наименования Лодзинской (19 февр.) и награждена орденом Ленина (5 апр. 1945).
В Восточно-Померанской операции (в феврале — начале апреля 1945 года) корпус участвовал в освобождении Восточной Померании. За отличие а боях при освобождении 12 марта г. Нойштадт (Вейхерово) корпус был награждён орденом Суворова 2-й степени (Указ ПВС СССР от 26.04.1945). В Берлинской наступательной операции корпус был введён в сражение с кюстринского плацдарма в полосе 8-й гв. армии. В ходе упорных и напряжённых боёв во взаимодействии с соединениями 8-й гвардейской и 1-й гв. танковой армий прорвал глубоко эшелонированную оборону противника на Зееловских высотах, 25 апр. преодолел канал Тельтов и завязал бои на улицах Берлина. 2 мая в центре столицы фашистской Германии в районе ж.-д. станции Зоопарк его передовые части соединились с частями 2-й гв. танковой армии.
За отличие в боях при овладении городом Берлин корпусу было присвоено почётное наименование «Берлинский»(11 июня 1945).
К концу войны в состав 8-го гвардейского механизированного корпуса входили:
- 19-я гвардейская механизированная Лодзинская ордена Ленина, Краснознамённая, орденов Суворова и Богдана Хмельницкого бригада;
  - 67-й гвардейский танковый Ярославский Краснознамённый, ордена Александра Невского полк;
- 20-я гвардейская механизированная Залещицкая ордена Ленина, Краснознамённая, орденов Суворова, Кутузова и Богдана Хмельницкого бригада;
  - 68-й гвардейский танковый Ярославский Краснознамённый, ордена Александра Невского полк;
- 21-я гвардейская механизированная Ярославская Краснознамённая, орденов Суворова и Богдана Хмельницкого бригада;
  - 69-й гвардейский танковый Сандомирский Краснознамённый, ордена Александра Невского полк;
- 1-я гвардейская танковая Чертковская дважды ордена Ленина, Краснознамённая орденов Суворова, Кутузова и Богдана Хмельницкого бригада;
- 48-й гвардейский тяжёлый танковый Бранденбургский ордена Кутузова полк (с 01.01.1945);
- 400-й гвардейский самоходно-артиллерийский Вислинский Краснознамённый, ордена Кутузова полк (с 20.04.1944);
- 353-й гвардейский тяжёлый самоходно-артиллерийский Черновицкий Краснознамённый орденов Суворова, Кутузова и Богдана Хмельницкого полк (с 01.01.1945);
- 265-й гвардейский миномётный Черновицко-Гнезненский Краснознамённый орденов Суворова и Богдана Хмельницкого полк;
- 358-й гвардейский зенитно-артиллерийский Прикарпатско-Гнезненский орденов Кутузова, Богдана Хмельницкого и Красной Звезды полк;
- 405-й гвардейский миномётный Черновицкий Краснознамённый, ордена Богдана Хмельницкого дивизион;
- 8-й гвардейский мотоциклетный Бранденбургский Краснознамённый батальон;
- 133-й гвардейский сапёрный Прикарпатский Краснознамённый батальон;
- 155-й гвардейский Прикарпатский ордена Красной Звезды батальон связи;
- 561-я полевая танкоремонтная база;
- 562-я полевая авторемонтная база;
- 138-й полевой автохлебозавод;
- 1775-я полевая касса Госбанка;
- 2310-я военно-почтовая станция.

## История
В июле 1945 года, на основании приказа НКО СССР № 0013 от 10 июня 1945 года, 8-й гвардейский механизированный корпус был переформирован в 8-ю гвардейскую механизированную дивизию 1-й гвардейской танковой армии (с 04.07.1946 по 29.04.1957 1-я гвардейская механизированная армия) Группы советских оккупационных войск в Германии.
353-й и 400-й гвардейские самоходно-артиллерийские полки из состава корпуса выбыли, а 154-я отдельная рота химзащиты и 274-й отдельный моторизованный батальон особого назначения были расформированы.
В 1946 году дивизия была скадрована в 8-й гвардейский отдельный кадровый механизированный полк, а её механизированные полки в гвардейские отдельные кадровые механизированные батальоны. В 1949 году была вновь развёрнута 8-я гвардейская механизированная дивизия.
С 16 по 18 мая 1957 года, на основании директивы Главнокомандующего ГСВГ от 25 марта 1957 года, 8-я гвардейская механизированная дивизия была переформирована в 20-ю гвардейскую мотострелковую дивизию и переведена на новые штаты. В связи с этим 64-й гвардейский тяжёлый танкосамоходный полк был расформирован, а 350-й артиллерийский полк в полном составе передан в 6-ю гвардейскую танковую дивизию. 19-й, 20-й, 21-й гвардейские механизированные полки, 405-й гвардейский миномётный дивизион, 8-й гвардейский разведывательный батальон и 138-я полевая хлебопекарня были переименованы, также была сформирована батарея разведки командующего артиллерией.
С 1957 по 1964 год 20-я дивизия входила в состав 18-й гвардейской общевойсковой армии (Форст Цинна), затем в состав 8-й гвардейской общевойсковой армии (Нора) (с 1964 по 1983 год) и в 1983 году дивизия была возвращена в состав 1-й гвардейской танковой армии (Дрезден).
В 1957 году, из состава 39-й гвардейской мотострелковой дивизии выведен 112-й гвардейский стрелковый Люблинский Краснознамённый орденов Суворова и Кутузова полк (на его базе сформирован 29-й гвардейский мотострелковый Люблинский Краснознамённый орденов Суворова и Кутузова полк (вч пп 38868) и передан в состав 20-й гв. мсд 18-й гвардейской общевойсковой армии, г. Плауэн).
6 июня 1958 года, на основании директивы Главнокомандующего ГСВГ и командующего 18-й гвардейской общевойсковой армии 1-й гвардейский танковый Чертковский дважды ордена Ленина, Краснознамённый, орденов Суворова, Кутузова и Богдана Хмельницкого полк был передан в 1-ю гвардейскую танковую армию.
7 июня 1958 года из 7-й гвардейской танковой дивизии 18-й гвардейской общевойсковой армии в состав дивизии был принят 55-й гвардейский танковый Васильевский ордена Ленина, Краснознамённый, орденов Суворова и Богдана Хмельницкого полк.
В декабре 1963 года 241-й гвардейский мотострелковый полк был передан из состава 20-й гвардейской мотострелковой дивизии в состав 57-й гвардейской мотострелковой дивизии 8-й гвардейской общевойсковой армии.

### Операция «Дунай»

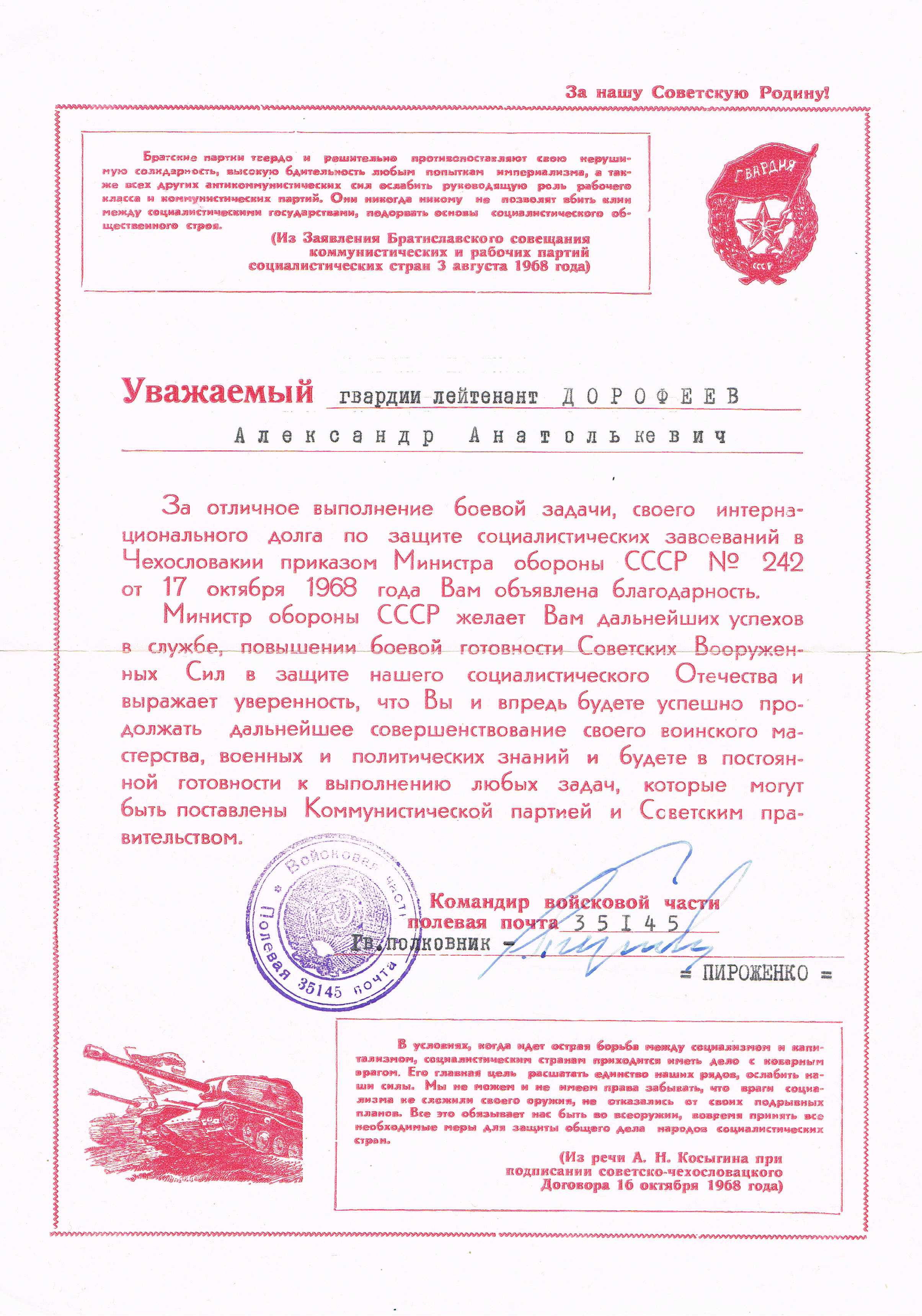
Благодарность Министра обороны СССР. Приказ № 242 от 17.10.1968. Операция «Дунай». ГДР. ГСВГ. Гримма

В период с 13 мая по 5 ноября 1968 года дивизия участвовала в операции «Дунай» и выполняла ответственное правительственное задание по ликвидации контрреволюции в ЧССР. В период операции «Дунай» дивизия вошла в состав 1-й гв. ТА
20 августа 1968 года дивизия получила задачу на переход государственной границы ГДР с ЧССР. C 21 августа 1968 года части дивизии блокировали соответствующие объекты в районе города Бор.
Приказом Министра обороны СССР от 17 октября 1968 года № 242 за образцовое выполнение задания командования и интернационального долга по оказанию помощи трудящимся Чехословакии в борьбе с контрреволюционными элементами и проявленные при этом отвагу и мужество всему личному составу дивизии, участникам операции «Дунай»
объявлена благодарность.
- В июле 1989 года 1-й гвардейский танковый полк был передан в состав 9-й танковой дивизии 1-й гвардейской танковой армии Западной группы войск.
- Вместо него в состав дивизии прибыл из 9-й танковой дивизии 95-й танковый Бобруйский ордена Ленина Краснознамённый полк, в ноябре 1989 года переформированный в 576-й мотострелковый полк[3], (затем 428-й отдельный танковый батальон) в Волгограде.
- В 1988 году 320-й отдельный ракетный дивизион 20-й гв. мсд был выведен из состава дивизии и включён в состав сформированной 28 августа 1988 года 432-й ракетной бригады 1-й гв. ТА, наряду с 638-м ордн 11-й гв.тд и 688-м ордн 9-й тд[3].

### Передислокация
В 1993 году дивизия была передислоцирована в город Волгоград и вошла в состав 8-го гвардейского армейского ордена Ленина корпуса Краснознамённого Северо-Кавказского военного округа.

### Первая чеченская война
Сводный отряд дивизии с декабря 1994 года по февраль 1995 года принимал активное участие в первой чеченской войне в штурме Грозного. Выдвижение на Грозный началось 27 декабря.
31 декабря 1994 года части дивизии совместно с 131-й омсбр и 81-м гв. мсп вошли в Грозный.
13 января 1995 года части дивизии начали штурм здания Совета Министров. 16 января здание Совмина было полностью взято.
5 февраля дивизия заняла площадь Минутка.
11 февраля 1995 года после взятия основных опорных пунктов боевиков в Грозном дивизия была выведена из боев и начала переброску своих подразделений в Волгоград.
В конце февраля 1995 года дивизия была полностью выведена из Чечни.

### Дагестанская война
Сводный полк, сформированный из частей дивизии, усиленный танковым, зенитно-самоходным подразделениями и десантно-штурмовым отрядом, 19 августа 1999 года был отправлен в Дагестан. 20 августа 1999 года он прибыл в Республику Дагестан. В республике сводный полк дивизии совместно с приданой 21-й отдельной бригадой оперативного назначения ВВ МВД принимал участие в боевых действиях. В ходе операций по уничтожению банд террористов, прорвавшихся на территорию Республики Дагестан, этот полк потерял убитыми 18 человек.
29 ноября 1999 года подразделения дивизии начали передачу своих позиций прибывающим на замену частям. Сводный полк дивизии начал выход в Волгоград. С сентября 1999 года по февраль 2000 года части дивизии потеряла около 60 человек погибших и более 200 раненых.

### Переформирование в бригаду
В 2009 году на базе 20-й дивизии создана 20-я отдельная гвардейская мотострелковая бригада, с местом дислокации Волгоград. В целях увековечивания боевой славы 8-го гвардейского мехкорпуса бригаде переданы его почётные наименования, звание и регалии.

### Новое формирование
В апреле 2021 года Министерством обороны Российской Федерации было принято решение о возрождении 20- гвардейской мотострелковой Прикарпатско-Берлинской Краснознамённой ордена Суворова дивизии.
Дивизия вошла в состав 8-й общевойсковой армии с дислокацией в Волгограде и Камышине.
В августе 2021 года один из полков дивизии принял участие в учениях сухопутных сил «Индра-2021».
В 2022 году дивизия принимает участие во вторжении на Украину. 9 июля 2022 г. ВСУ нанесли артиллерийский удар с систем HIMARS по командному пункту 20 МСД в Чернобаевке, в результате чего погибли командир дивизии полковник А. Горобец, его заместители полковники А. Аврамченко и К. Мукатов, а также начальник штаба дивизии полковник С. Кенс и начальник оперативного отделения подполковник С. Коваль. Более 1000 военнослужащих за время войны дезертировали из дивизии, в том числе майор и два подполковника.

## Состав
После переформирования корпуса в 8-ю гвардейскую механизированную дивизию в её состав вошли:
- управление
- 19-й гвардейский механизированный Лодзинский ордена Ленина, Краснознамённый, орденов Суворова и Богдана Хмельницкого полк;
- 20-й гвардейский механизированный Залещицкий ордена Ленина, Краснознамённый, орденов Суворова, Кутузова и Богдана Хмельницкого полк;
- 21-й гвардейский механизированный Ярославский Краснознамённый, орденов Суворова и Богдана Хмельницкого полк;
- 1-й гвардейский танковый Чертковский дважды ордена Ленина, Краснознамённый, орденов Суворова, Кутузова и Богдана Хмельницкого полк;
- 64-й гвардейский тяжёлый танковый Черновицко-Берлинский ордена Ленина, Краснознамённый ордена Суворова полк (с 27.07.1945)
- 350-й гаубичный артиллерийский Шепетовско-Гнезненский орденов Суворова, Кутузова и Александра Невского полк (с 10.1945);
- 265-й гвардейский миномётный Черновицко-Гнезненский Краснознамённый, орденов Суворова и Богдана Хмельницкого полк;
- 358-й гвардейский зенитно-артиллерийский Прикарпатско-Гнезненский орденов Кутузова, Богдана Хмельницкого и Красной Звезды полк;
- 405-й гвардейский миномётный Черновицкий Краснознамённый, ордена Богдана Хмельницкого дивизион;
- 8-й гвардейский мотоциклетный Бранденбургский Краснознамённый батальон;
- 155-й гвардейский Прикарпатский ордена Красной Звезды батальон связи;
- 133-й гвардейский сапёрный Прикарпатский Краснознамённый батальон;
- 347-й гвардейский медико-санитарный ордена Красной Звезды батальон;
- 561-я полевая танкоремонтная ордена Красной Звезды база;
- 562-я полевая авторемонтная база;
- 672-й гвардейский автотранспортный батальон;
- 138-й полевой автохлебозавод.

После переформирования в 20-ю гвардейскую мотострелковую дивизию в её состав вошли:
- Управление
- 241-й гвардейский мотострелковый Лодзинский ордена Ленина, Краснознамённый, орденов Суворова и Богдана Хмельницкого полк[~ 1]
- 242-й гвардейский мотострелковый Залещицкий ордена Ленина, Краснознамённый, орденов Суворова, Кутузова и Богдана Хмельницкого полк[~ 2]
- 67-й гвардейский мотострелковый Ярославский Краснознамённый, орденов Суворова и Богдана Хмельницкого полк[~ 3]
- 1-й гвардейский танковый Чертковский дважды ордена Ленина, Краснознамённый, орденов Суворова, Кутузова и Богдана Хмельницкого полк
- 944-й артиллерийский Черновицко-Гнезненский Краснознамённый орденов Суворова и Богдана Хмельницкого полк
- 358-й гвардейский зенитный артиллерийский Прикарпатско-Гнезненский орденов Кутузова, Богдана Хмельницкого и Красной Звезды полк
- 29-й отдельный гвардейский миномётный Черновицкий Краснознамённый, ордена Богдана Хмельницкого дивизион[~ 4]
- 141-я отдельная гвардейская разведывательная Бранденбургская Краснознамённая рота[~ 5]
- 454-й отдельный гвардейский Прикарпатский ордена Красной Звезды батальон связи[~ 6]
- 133-й отдельный гвардейский сапёрный Прикарпатский Краснознамённый батальон
- 412-я отдельная рота химической защиты
- Батарея управления командующего артиллерией
- Батарея артиллерийской разведки командующего артиллерией
- 347-й отдельный гвардейский медико-санитарный ордена Красной Звезды батальон
- 672-й отдельный гвардейский автотранспортный батальон
- 254-я артиллерийская ремонтная мастерская
- 294-я бронетанковая ремонтная ордена Красной Звезды мастерская[~ 7]
- 353-я авторемонтная мастерская
- 138-й полевой механизированный хлебозавод
- Дивизионные объединённые склады
- 62-й отдельный учебно-танковый батальон
- Дивизионная автомобильная школа

Накануне вывода войск из Германии дивизия имела в своём составе:
- управление
- 29-й гвардейский мотострелковый Люблинский Краснознамённый орденов Суворова и Кутузова полк (Плауэн)

31 Т-80; 153 БМП (61 БМП-2, 85 БМП-1, 7 БРМ-1К); 18-2С1 «Гвоздика», 8-2СК «Сани»; 9 БМП-1КШ, 3 ПРП — 3,4; 2 РХМ, 3 БРЭМ-2; 2 ПУ-12, 7 МТ-ЛБТ; 3 МТ-55А.
- 67-й гвардейский мотострелковый Ярославский Краснознамённый орденов Суворова и Богдана Хмельницкого полк (Гримма)

30 Т-80; 142 БМП (59 БМП-2, 84 БМП-1, 7 БРМ-1К), 7 БТР-70; 18-2С1 «Акация», 18 — 2С12 «Сани»; 9 БМП-1КШ, 3 ПРП-3,4, 2 РХМ; 3 БРЭМ-2, 2 ПУ-12, 7 МТ-ЛБТ, 2 МТ-55А.
- 242-й гвардейский мотострелковый Залещицкий ордена Ленина Краснознамённый орденов Суворова, Кутузова и Богдана Хмельницкого полк (Вурцен)

31 Т-80; 10 БМП (6 БМП-1 и 4 БРМ-1К), 148 БТР-60; 18-2С1 «Гвоздика» 18 — 2С12 «Сани», 8 Р — 145 БМ, 3 ПРП-3,4; 2 БРЭМ-2, 3 ПУ-12, 7 МТ-ЛБТ, 2 МТ-55А.
- 576-й мотострелковый Бобруйский ордена Ленина Краснознамённый ордена Суворова полк (Глаухау)

31 Т-80; 10 БМП (6 БМП-1, 4 БРМ-1К); 148 БТР-60; 18 — 2 С1 «Гвоздика», 18-2С12 «Сани»; 8 Р-145 БМ, 3 ПРП-3,4; ПУ-12, 2 БРЭМ-2, 7 МТ-ЛБТ; 3 МТ-55А.
- 944-й гвардейский самоходно-артиллерийский Черновицко-Гнезненский Краснознамённый орденов Суворова и Богдана Хмельницкого полк (Лейсниг)

54 2СЗ «Акация», 18 БМ-21; 5 ПРП-3/4; 6-1В18, 2-1В19; 2 Р-145 БМ, 1 Р-156 БТР.
- 358-й гвардейский зенитный ракетный Прикарпатско-Гнезненский орденов Кутузова, Богдана Хмельницкого и Красной Звезды полк (Лейсниг): кроме ЗРК 5 ПУ-12; 2 Р-145 БМ, 1 Р-156 БТР.
- 20-й отдельный танковый батальон (Помсен)

31 Т-80, а также 2 БМП-1, 1 БМП-1КШ, 1 МТ-55А.
- БУАР (Батарея Управления Артиллерийской Разведки) дивизии, (Помсен).
- 487-й отдельный противотанковый артиллерийский дивизион (Ошатц): кроме орудий (100-мм МТ-12) и ПТУР — 1 ПРП-3, 14 МТ-ЛБТ.
- 68-й отдельный батальон разведки и РЭБ (Плауэн): 1 Р — 145 БМ; БМП — 1 КШ; 17 БМП-1, 7 БРМ-1К.
- 454-й отдельный батальон связи (Гримма): 10 Р-145 БМ, 1 Р-2AM.
- 133-й отдельный гвардейский инженерно-сапёрный Прикарпатский Краснознамённый батальон (Лейпциг):
- 153-й отдельный батальон химзащиты
- 1124-й отдельный батальон материального обеспечения
- 39-й отдельный ремонтно-восстановительный батальон
- 347-й отдельный медицинский батальон

Всего на 19.11.90 20-я гв. мсд располагала:
- 154 танками Т-80;
- 349 БМП (120 БМП-2, 200 БМП-1, 29 БРМ-1К)
- 303 БТР (155 БТР-70, 148 БТР — 60)
- 126 САУ(72 2С1,54 2СЗ)
- 72 миномётами 2 С12 «Сани» (120 мм)
- 18 РСЗО БМ-21 «Град».

4 мотострелковых полка (два — на БМП, два — на БТР). Танковый парк дивизии составляли танки Т-80.
По штату в дивизии 10884 человека, 93 танка Т-72, 340 боевых бронированных машин и 99 артиллерийских орудий
- управление (г. Волгоград)
- 56-й гвардейский десантно-штурмовой ордена Отечественной войны Донской казачий полк (в/ч 74507, г. Камышин Волгоградской области);
- 242-й гвардейский мотострелковый Залещицкий ордена Ленина Краснознамённый орденов Суворова, Кутузова и Богдана Хмельницкого полк (г. Камышин Волгоградской области);
- 255-й гвардейский мотострелковый Сталинградско-Корсуньский Краснознамённый полк имени генерал-полковника М. С. Шумилова (в/ч 34605, 400048, г. Волгоград, ул. Историческая, проспект Жукова, 11-й военный городок);
- 944-й гвардейский самоходный артиллерийский Черновицко-Гнезненский Краснознамённый, орденов Суворова и Богдана Хмельницкого полк (г. Волгоград);
- 358-й гвардейский зенитный ракетный Прикарпатско-Гнезненский орденов Кутузова, Богдана Хмельницкого и Красного Знамени полк (в/ч 26006, г. Волгоград-48, проспект Жукова, 106);
- 428-й отдельный танковый Бобруйский ордена Ленина Краснознамённый ордена Суворова батальон (п. Максима Горького Городищенского района Волгоградской области);
- 487-й отдельный противотанковый артиллерийский дивизион;
- 68-й отдельный гвардейский разведывательный Бранденбургский Краснознамённый батальон (в/ч 23562, г. Волгоград-38, п. Горьковский);
- 454-й отдельный гвардейский Прикарпатский ордена Красной Звезды батальон связи (г. Волгоград);
- 109-й отдельный инженерно-сапёрный Лодзинский батальон (прибыл из 9-й танковой дивизии);
- 539-й отдельный батальон РЭБ;
- 153-й отдельный батальон РХБ защиты (в/ч 28338),
- 1124-й отдельный батальон материального обеспечения;
- 347-й отдельный медицинский батальон (г. Волгоград);
- 39-й отдельный ремонтно-восстановительный батальон.

- управление
- 33-й мотострелковый Берлинский Донской казачий полк[28] (Камышин)
- 242-й гвардейский мотострелковый Залещицкий ордена Ленина, Краснознамённый, орденов Суворова, Кутузова и Богдана Хмельницкого полк (Волгоград)
- 255-й гвардейский мотострелковый Сталинградско-Корсуньский Краснознамённый полк имени генерал-полковника М. С. Шумилова (Волгоград)
- 10-й гвардейский танковый полк[29]
- 944-й гвардейский самоходный артиллерийский Черновицко-Гнезненский Краснознамённый, орденов Суворова и Богдана Хмельницкого полк
- 358-й гвардейский зенитный ракетный Прикарпатско-Гнезненский Краснознамённый, орденов Кутузова, Богдана Хмельницкого полк
- разведывательный батальон
  - 1-я разведывательная рота
  - 2-я разведывательная рота
  - рота глубинной разведки
  - рота радиоэлектронной разведки
- 487-й отдельный противотанковый дивизион
- инженерно-сапёрный батальон
  - инженерно-сапёрная рота
    - инженерно-сапёрный взвод
    - инженерно-дорожный взвод
    - инженерно-технический взвод

  - понтонная рота
- 454-й отдельный батальон связи
- батальон материального обеспечения
- рота БЛА
- рота радиоэлектронной борьбы
- рота радиационной, химической и биологической защиты
- комендантская рота
- рота почётного караула
- взвод управления и радиолокационной разведки (начальника противовоздушной обороны)[30]

## Награды и наименования
- «Гвардейская». Приказом Народного Комиссара обороны СССР от 23 октября 1943 года за проявленную отвагу в боях с немецкими захватчиками, стойкость, мужество, дисциплинированность и героизм личного состава корпус преобразован 8-й гвардейский механизированный корпус
- За отличия в боях в ходе Проскуровско-Черновицкой наступательной операции в предгорьях Карпат присвоено почётное наименование «Прикарпатский». Приказ Верховного Главнокомандующего № 097 от 16 апреля 1944 года.
- Орден Красного Знамени — награждён орденом Красного Знамени — За образцовое выполнение заданий командования в боях с немецкими захватчиками, за овладение городами: Лодзь, Кутно, Томашув (Ромашов), Гостынин, Ленчица и проявленные при этом доблесть и мужество. Указ Президиума Верховного Совета СССР от 19 февраля 1945 года.
- Орден Суворова 2 степени — за образцовое выполнение заданий командования в боях с немецкими захватчиками при овладении городами Тчев (Диршау), Вейхарово (Нойштадт), Пуцк (Путциг) и проявленные при этом доблесть и мужество награждён орденом Суворова II-й степени. Указ Президиума Верховного Совета СССР от 26 апреля 1945 года.
- За отличие в боях при овладении городом Берлин корпусу было присвоено почётное наименование «Берлинский». Приказ Верховного Главнокомандующего № 0111 от 11 июня 1945 года.

## Командование

### Командиры корпуса
- Катуков, Михаил Ефимович, генерал-майор танковых войск, с 18.01.1943 генерал-лейтенант танковых войск (с 18.09.1942 по 30.01.1943)
- Кривошеин, Семён Моисеевич, генерал-майор танковых войск, с 21.08.1943 генерал-лейтенант танковых войск (с 07.02.1943 по январь 1943)
- Дрёмов, Иван Фёдорович генерал-майор (с 03.01.1944 до конца войны)

### Начальники штаба корпуса
- полковник Копиенко, Владимир Емельянович (с 11.05.1943 по 27.10.1943);
- полковник Александров, Василий Георгиевич (с 27.10.1943 по 30.12.1943);
- полковник Сидорович, Георгий Степанович (с 30.12.1943 по 29.01.1944);
- полковник Воронченко, Владимир Парфёнович (с 18.03.1944 до конца войны)

### Заместитель командира корпуса по строевой части
- генерал-майор Дрёмов, Иван Фёдорович (на январь 1944)
- полковник Петровский, Владимир Герасимович (c мая по октябрь 1944)
- полковник Горелов, Владимир Михайлович [с 25.08.1944 по 28.01.1945], убит 28.01.1945 — ОБД

### Начальники политотдела
с июня 1943 года — заместитель командира по политической части):
- полковник Шелег, Пётр Николаевич (с 23.10.1943 по 02.11.1943);
- полковник Литвяк, Михаил Моисеевич (с 02.11.1943 по 27.10.1944);
- генерал-майор танковых войск Шаров, Василий Михайлович (с 27.10.1944 до конца войны)

### Заместители командира корпуса по технической части
- инженер-полковник Сергеев, Павел Петрович (до конца войны)

### Начальник оперативного отдела
- полковник Рогозкин, Александр Николаевич (с 28.05.1943 по 22.11.1943);
- подполковник Хуртин, Георгий Михайлович (с 25.11.1943 по 28.02.1944);
- полковник Новиков, Пётр Иванович (с 05.03.1944 по 01.03.1945);
- майор Бондарь, Геннадий Трофимович (с 05.03.1945 до конца войны)

## Командование дивизии после войны

### Командиры
- 17.05.1957—16.03.1959 — полковник, с 27.08.1957 генерал-майор Ямщиков, Алексей Михайлович
- 16.03.1959—08.12.1959 — полковник Сильченко, Николай Кузьмич
- 08.12.1959—21.12.1961 — генерал-майор Огарков, Николай Васильевич[31]
- 21.02.1962—01.10.1966 — полковник, с 16.06.1965 генерал-майор Степаненко, Иван Ефимович
- 01.10.1966—30.12.1968 — полковник, с 19.02.1968 генерал-майор Казанцев, Константин Ильич
- 30.12.1968—15.09.1970 — генерал-майор Демидков, Григорий Иванович
- 15.09.1974—31.07.1973 — полковник, с 22.02.1971 генерал-майор Кузнецов, Евгений Андреевич
- 31.07.1973—26.11.1977 — полковник, с 25.04.1975 генерал-майор Лучиц, Виктор Максимович
- 1978—1980 — полковник — генерал-майор Денисов
- 1980—1984 — генерал-майор Головнёв, Анатолий Андреевич[32]
- 1984—1987 — полковник Казаков
- 1987—1990 — полковник Прыгунов, Алексей Александрович
- 1990—1992 — полковник Киселёв Владимир Михайлович
- 1994—1997 — полковник Михайлов, Владимир Андреевич
- 1997—1998 — генерал-майор Акимов, Николай Григорьевич
- 1998—2000 — генерал-майор Шпак, Валерий Иванович[33]
- 09.02.2002 — 01.09.2003 — генерал-майор Моисеев, Сергей Николаевич[34]
- ноябрь 2003 — февраль 2006 — генерал-майор Истраков, Сергей Юрьевич
- февраль 2006 — июль 2007 — полковник Лапин, Александр Павлович
- июль 2007 — июль 2009 — полковник Жидко, Геннадий Валерьевич
- 2021 — июль 2022 — гв. полковник Горобец Алексей (погиб)
- май 2023 - наст. время - полковник Игорь Кулеба

### Заместители командира дивизии
- 5.04.1950 — 1.3.1951 гвардии полковник Кузнецов, Александр Степанович[35].
- 1960—1961 полковник Латун, Пётр Трофимович
- 1995 полковник Акимов, Николай

## Отличившиеся воины
За мужество и героизм, проявленные в боях против немецко-фашистских захватчиков в годы войны, 34 550 воинов корпуса были награждены орденами и медалями, а 45 из них удостоены звания Героя Советского Союза.

### Герои Советского Союза
| Герои Советского Союза | Герои Советского Союза             | Герои Советского Союза | Герои Советского Союза | Герои Советского Союза | Герои Советского Союза |
| №                      | Фамилия Имя Отчество               | Дата Указа             | Должность | Звание                 | Примечания             |
| ---------------------- | ---------------------------------- | ---------------------- | --- | ---------------------- | ---------------------- |
| 1                      | Антинян, Авак Вартанович           | 23.09.1944             | командир орудия 353-го гвардейского истребительного противотанкового артиллерийского полка                                  | старшина               |                        |
| 2                      | Бабаджанян, Амазасп Хачатурович    | 26.04.1944             | командир 20-й гвардейской механизированной бригады                                                                          | полковник              |                        |
| 3                      | Барсуков, Александр Яковлевич      | 31.05.1945             | командир мотоциклетной роты 8-го гвардейского отдельного мотоциклетного батальона                                           | лейтенант              |                        |
| 4                      | Беляев, Вячеслав Васильевич        | 27.02.1945             | командир взвода 1-й гвардейской танковой бригады                                                                            | старший лейтенант      |                        |
| 5                      | Бодров, Алексей Федотович          | 27.02.1945             | командир танка 1-й гвардейской танковой бригады                                                                             | младший лейтенант      |                        |
| 6                      | Бочковский, Владимир Александрович | 26.04.1944             | заместитель командира танкового батальона 1-й гвардейской танковой бригады                                                  | капитан                |                        |
| 7                      | Бушилов, Михаил Иванович           | 10.01.1944             | механик-водитель танка 67-гвардейского танкового полка 19-й гвардейской механизированной бригады                            | старшина               |                        |
| 8                      | Ваганов Александр Васильевич       | 31.05.1945             | командир роты 68-го гвардейского танкового полка 20-й гвардейской механизированной бригады                                  | капитан                |                        |
| 9                      | Гаврилов, Иван Васильевич          | 31.05.1945             | командир 19-й гвардейской механизированной бригады                                                                          | полковник              |                        |
| 10                     | Гавришко, Николай Иосифович        | 26.04.1944             | командир танкового батальона 1-й гвардейской танковой бригады                                                               | майор                  |                        |
| 11                     | Гизатулин, Минулла Сунгатович      | 23.09.1944             | автоматчик 20-й гвардейской танковой бригады                                                                                | рядовой                |                        |
| 12                     | Горбач, Феодосий Родионович        | 31.05.1945             | командир отделения мотострелкового батальона 19-й гвардейской механизированной бригады                                      | младший сержант        |                        |
| 13                     | Горев, Алексей Ильич               | 23.09.1944             | наводчик орудия 353-го гвардейского истребительно-противотанкового артиллерийского полка                                    | рядовой                |                        |
| 14                     | Горелов, Владимир Михайлович       | 26.04.1944             | командир 1-й гвардейской танковой бригады                                                                                   | полковник              |                        |
| 15                     | Графов, Владимир Сергеевич         | 31.05.1945             | командир гвардейского отдельного мотоциклетного батальона                                                                   | майор                  |                        |
| 16                     | Гриболев, Пётр Филиппович          | 10.01.1944             | командир взвода 67-гвардейского танкового полка 19-й гвардейской механизированной бригады                                   | лейтенант              |                        |
| 17                     | Долгов, Александр Петрович         | 31.05.1945             | командир танковой роты 8-го отдельного гвардейского мотоциклетного батальона                                                | старший лейтенант      |                        |
| 18                     | Дрёмов, Иван Фёдорович             | 26.04.1944             | командир 8-го гвардейского механизированного корпуса                                                                        | генерал-майор          |                        |
| 19                     | Духов, Алексей Михайлович          | 27.02.1945             | командир танковой роты 2-го танкового батальона 1-й гвардейской танковой бригады                                            | старший лейтенант      |                        |
| 20                     | Жуков, Владимир Александрович      | 27.02.1945             | командир танкового батальона 1-й гвардейской танковой бригады                                                               | майор                  |                        |
| 21                     | Закурдаев, Степан Алексеевич       | 26.04.1945             | наводчик противотанкового ружья 1-го мотострелкового батальона 21-й гвардейской механизированной бригады                    | ефрейтор               |                        |
| 22                     | Землянов, Андрей Егорович          | 24.05.1944             | командир башни танка 1-й гвардейской танковой бригады                                                                       | сержант                |                        |
| 23                     | Игнатьев, Андрей Николаевич        | 25.05.1944             | командир танка 2-го банкового батальона 1-й гвардейской танковой бригады                                                    | младший лейтенант      |                        |
| 24                     | Кабалин, Николай Петрович          | 26.04.1944             | помощник командира взвода мотострелкового батальона 21-й гвардейской механизированной бригады                               | сержант                |                        |
| 25                     | Календюк Иван Хрисанфович          | 26.04.1944             | командир бронетранспортёра разведывательной роты 20-й гвардейской механизированной бригады                                  | старший сержант        |                        |
| 26                     | Корольков, Иван Фёдорович          | 26.04.1944             | автоматчик мотострелкового батальона 21-й гвардейской механизированной бригады                                              | младший сержант        |                        |
| 27                     | Кочеров, Василий Григорьевич       | 26.04.1944             | помощник командира взвода разведывательной роты 20-й гвардейской механизированной бригады                                   | старший сержант        |                        |
| 28                     | Кротов, Михаил Иванович            | 26.04.1944             | механик-водитель танка 68-го гвардейского танкового полка 20-й гвардейской механизированной бригады                         | старшина               |                        |
| 29                     | Кунец, Александр Николаевич        | 31.05.1945             | пулемётчик разведывательной роты 21-й гвардейской механизированной бригады                                                  | сержант                |                        |
| 30                     | Лактионов, Пётр Ефимович           | 31.05.1945             | командир 21-й гвардейской механизированной бригады                                                                          | полковник              |                        |
| 31                     | Лапенков, Иван Адамович            | 23.09.1944             | заместитель командира мотострелкового батальона 20-й гвардейской механизированной бригады                                   | старший лейтенант      |                        |
| 32                     | Липатенков Фёдор Петрович          | 06.04.1945             | командир 19-й гвардейской механизированной бригады                                                                          | полковник              |                        |
| 33                     | Манукян, Андраник Александрович    | 27.02.1945             | начальник разведки 1-й гвардейской танковой бригады                                                                         | капитан                |                        |
| 34                     | Мироненко, Виктор Арсентьевич      | 3.06.1944              | командир 461-го артиллерийского дивизиона 1-й механизированной бригады                                                      | капитан                |                        |
| 35                     | Мякишев, Иван Спиридонович         | 31.05.1945             | командир взвода 21-й гвардейской механизированной бригады                                                                   | младший лейтенант      |                        |
| 36                     | Нестеров, Сергей Егорович          | 23.09.1944             | командир бронетранспортёра отдельной разведывательной роты 20-й гвардейской механизированной бригады                        | старший сержант        |                        |
| 37                     | Осипов, Семён Дмитриевич           | 26.04.1944             | командир 3-го мотострелкового батальона 20-й гвардейской механизированной бригады                                           | капитан                |                        |
| 38                     | Пигарёв, Николай Григорьевич       | 26.04.1944             | автоматчик 3-й гвардейской отдельной разведывательной роты 20-й гвардейской механизированной бригады                        | рядовой                |                        |
| 39                     | Подгорбунский, Владимир Николаевич | 10.01.1944             | командир взвода разведывательной роты 19-й гвардейской механизированной бригады                                             | старший лейтенант      |                        |
| 40                     | Садыхов, Юсиф Мадат оглы           | 31.05.1945             | командир орудия артиллерийского дивизиона 19-й гвардейской механизированной бригады                                         | старшина               |                        |
| 41                     | Священко, Юрий Григорьевич         | 31.05.1945             | командир взвода 1-й гвардейской танковой бригады                                                                            | лейтенант              |                        |
| 42                     | Синицын, Александр Павлович        | 26.04.1944             | исполняющий обязанности командира взвода отдельной разведывательной роты 20-й гвардейской механизированной бригады          | старший сержант        |                        |
| 43                     | Сирик, Дмитрий Иванович            | 26.04.1944             | командир роты 1-й гвардейской танковой бригады                                                                              | старший лейтенант      |                        |
| 44                     | Сулима, Андрей Михайлович          | 26.04.1944             | командир роты 69-го гвардейского танкового полка 21-й гвардейской механизированной бригады                                  | лейтенант              |                        |
| 45                     | Темник, Абрам Матвеевич            | 31.05.1945             | командир 1-й гвардейской танковой бригады                                                                                   | полковник              |                        |
| 46                     | Тихомиров, Александр Васильевич    | 27.02.1945             | механик-водитель танка 1-й гвардейской танковой бригады                                                                     | старший сержант        |                        |
| 47                     | Томашевский, Казимир Адамович      | 31.05.1945             | командир мотострелкового батальона 21-й гвардейской механизированной бригады                                                | капитан                |                        |
| 48                     | Трункин, Павел Ефимович            | 24.05.1944             | первый номер пулемётного расчёта 21-й гвардейской механизированной бригады                                                  | рядовой                |                        |
| 49                     | Тегенцев, Владимир Петрович        | 27.02.1945             | командир танка 1-й гвардейской танковой бригады                                                                             | младший лейтенант      |                        |
| 50                     | Устименко, Степан Яковлевич        | 26.04.1944             | исполняющий обязанности командира отдельной разведывательной роты 20-й гвардейской Краснознамённой механизированной бригады | младший лейтенант      |                        |
| 51                     | Фадеев, Александр Данилович        | 31.05.1945             | командир 400-го гвардейского самоходного артиллерийского полка                                                              | майор                  |                        |
| 52                     | Чергин, Виктор Степанович          | 26.04.1944             | командир отделения роты автоматчиков 69-го гвардейского танкового полка 21-й гвардейской механизированной бригады           | сержант                |                        |
| 53                     | Шестаков, Максим Кузьмич           | 31.05.1945             | командир батальона 20-й гвардейской механизированной бригады                                                                | майор                  |                        |